# Triphénylméthane
Le triphénylméthane ou tritane est un hydrocarbure composés de trois cycles phényle liés à un carbone central. On retrouve cette structure de base dans un grand nombre de composés organiques colorés, tels que les colorants organiques (pyronine ou vert de méthyle) ou encore les indicateurs de pH.